# 1974년 미국 상원의원 선거
1974년 미국 상원의원 선거는 1974년 11월 4일 미국에서 치러진 상원의원 선거로, 워터게이트 사건으로 인해 야당인 민주당이 압승을 거두었다.

## 선거 결과
| 정당       | 선거결과 | 의석 수 |
| ---------- | -------- | ------- |
| 민주당     | 23석     | 60석    |
| 공화당     | 11석     | 38석    |
| 뉴욕보수당 | -        | 1석     |
| 무소속     | -        | 1석     |

## 같이 보기
- 워터게이트 사건